# 土屋嘉雄
土屋 嘉雄（つちや・よしお、昭和７年９月20日-）は、日本の実業家。ベイシアグループ総帥。ワークマン、カインズ、ベイシアなどの代表を務めた。長男はカインズ会長の土屋裕雅、甥はワークマン専務の土屋哲雄。

## 略歴
日本資本主義の父と呼ばれる渋沢栄一と同じ埼玉県深谷市に、1932年に生まれる。江戸時代から続く呉服屋「いせや呉服店」の二男として生まれ、埼玉県立深谷商業高等学校卒業後、商業の修行のために群馬県高崎市に行く。1951年より同市の服地店「藤五」に勤めたのち、実家の呉服店に服地部を設けたが、独立し、1958年、ベイシア・グループの前身となる『いせや』を妻とともに伊勢崎市で創業。以降、以下の各株式会社の役員を務めた。
- 1958年　いせや（のちのいせやコーポレーション）設立、専務取締役
- 1967年　いせや代表取締役社長
- 1982年　ワークマン代表取締役社長
- 1984年　セーブオン代表取締役社長、ワークマン取締役会長
- 1986年　オートアールズ代表取締役社長
- 1989年　ワークマン代表取締役社長
- 1991年　ワークマン代表取締役会長兼社長
- 1992年　ワークマン代表取締役会長
- 1994年　カインズ・ポップデポ代表取締役社長、カインズ・ビジネスサービス代表取締役社長、いせやデンキ（のちベイシア電器）代表取締役社長、ワークマン代表取締役会長兼社長
- 1996年　ワークマン代表取締役会長、ベイシア代表取締役社長
- 1999年　カインズベストケア代表取締役社長
- 2002年　ワークマン代表取締役会長
- 2007年　ベイシア代表取締役会長
- 2022年　ベイシア名誉会長

## 人物像
息子の裕雅は、週刊ダイヤモンド2021年1月9日号のインタビューで「父は若い頃から非常に良い発想をする人だった。ただ他人の言うことを聞かない」と評した。
甥の哲雄は「子供の頃、自分の家に同居していた。魅力的な人だったので遊んでもらおうとして、ついてまわった」と、『ワークマンはなぜ2倍売れたか』(日経BP)で回想している。